# Charles Philip Wagner
Charles Philip Wagner (* 5. Dezember 1876 in Putnam, Connecticut; † 28. Mai 1964 in Ann Arbor, Michigan) war ein US-amerikanischer Romanist und Hispanist.

## Leben und Werk
Wagner studierte an der Yale University bei Henry Roseman Lang. Nach einem zweijährigen Aufenthalt in Madrid und Paris promovierte er 1902 mit der Arbeit The sources of El cavallero Cifar (in: Revue hispanique 10, 1903, S. 5–104). 1904 ging er an die University of Michigan in Ann Arbor und wurde dort Instructor in Spanish, dann Assistant Professor (1907), Associate Professor (1913) und Professor of Romance Languages (1916), schließlich Professor of Spanish (1930). 1947 wurde er emeritiert, blieb aber in Ann Arbor wissenschaftlich aktiv.
Wagner war 1917 Vizepräsident der „American Association of Teachers of Spanish“. Die Hispanic Society of America verlieh ihm 1941 ihre „Medal of Art and Literature“. Wagner war Ritter I. Klasse im Orden de Isabel la Católica.

## Weitere Werke
- Spanish grammar, Ann Arbor 1909, 1914, 1917, 1925
- (Hrsg. mit Louis How) The life of Lazarillo de Tormes and his fortunes and adversities, New York 1917
- (Hrsg.) El libro del cauallero Zifar (El libro del Cauallero de Dios), edited from the three extant versions. Part 1, Text, Ann Arbor 1929, New York 1971, Millwood, N. Y. 1980